# Jean Alexandre Barré
Jean Alexandre Barré (25. svibnja 1880. – 26. travnja 1967.), bio je francuski neurolog koji je 1916. radio na otkrivanju Guillain-Barréova sindroma.
Također mu se pripisuju zasluge za Barréov test (pokus prema Barréu), koji se izvodi tako da ispitanik leži na trbuhu i drži potkoljenice savinute u zglobu koljena pod kutom većim od 90 stupnjeva. Tonjenje potkoljenica ukazuje na poremećaj.